# نزاع (فیلم)
«نزاع» (انگلیسی: Some Dudes Can Fight) یک فیلم صامت آمریکایی به کارگردانی ویلیام گاروود است که در سال ۱۸۹۸ منتشر شد. این فیلم درگیری یک پسر ژیگول را با یک اوباش خیابانی نشان می‌دهد.